# دی متیل آرژینین نامتقارن
دی متیل آرژینین نامتقارن (به انگلیسی: Asymmetric dimethylarginine) یا ADMA با فرمول شیمیایی C8H18N4O2 یک ترکیب شیمیایی با شناسه پاب‌کم 7144 است که جرم مولی آن ۲۰۲٫۲۵ گرم بر مول می‌باشد.
این ماده به طور طبیعی در پلاسما یافت می‌شود.